# 青岛市实验小学
36°03′50″N 120°19′21.5″E / 36.06389°N 120.322639°E
青岛市实验小学又称青岛江苏路小学，位于中国山东省青岛市市南区江苏路9号，是一所山东省重点小学。

## 校史
1924年，胶澳商埠督办公署在原督署学校的校舍建立胶澳商埠公立女子两级小学校，最初有小学四个班134名学生，附设幼稚园。南京国民政府接管青岛后改名为青岛市市立江苏路小学校。1949年后改名为青岛江苏路小学。1960年被定为山东省重点小学。1994年被定为青岛市实验小学。